# Giao hưởng số 2 (Schubert)
Giao hưởng số 2 cung Si giáng trưởng, D. 125 là bản giao hưởng của nhà soạn nhạc tài hoa người Áo Franz Schubert. Schubert đã viết nó trong các năm 1814 và 1815. Bản nhạc này, như theo truyền thống nhạc cổ điển châu Âu, gồm 4 chương:

### Chương 1:Largo-Allegrovivace
Phần mở đầu của chương này có chủ đề được dưa trên bản overture của Ludwig van Beethoven viết cho The Creatures of Prometheus. Chương này có cấu trúc của âm nhạc thời kỳ Cổ điển: bắt đầu bằng những giai điệu chậm rãi, sau đó là những tiết tấu nhanh. Phần nhanh của chương một bản giao hưởng số 2 của Schubert là một trong những ví dụ về phần nhanh của các chương đầu của các bản giao hưởng khởi đầu sự nghiệp của Schubert, tất cả những chương nhạc đều cho thấy ông chịu ảnh hưởng lớn của các tiền bối đi trước, đặc biệt là Wolfgang Amadeus Mozart và Beethoven. 

### Chương 2:Andante[2]
Đây là chương nhạc được viết ở một cung giáng trưởng khác, cung Mi giáng trưởng. Chương nhạc này được bắt đầu bằng một chủ đề và năm biến tấu. Biến tấu đầu tiên do các nhạc cụ bộ dây và bộ gỗ thể hiện. Biến tấu thứ hai được thể hiện bởi các nhạc cụ bô dây trầm và các nhạc cụ bộ gỗ. Biến tấu thứ ba lại là bộ dây và bộ gỗ. Biến tấu thứ tư được viết ở cung Đô thứ và nó amng tính thúc giục với những nốt nhạc triplet-thứ mười sáu. Biến tấu thứ năm cũng được biểu hiện bởi các nốt nhạc triplet-thứ mười sáu, nhưng ở biến tấu này, đã có sự tóm tắt khuôn mẫu ban đầu với những nốt nhạc dần khép lại. Cuối cùng là một đoạn coda.  

### Chương 3:Menuetto[2]
Chương này gồm hai phần: Allegro vivace cung Đô thứ và trio cung Mi giáng trưởng. Phần Allegro vivace được thể hiện theo cách tutti, tức là cả dàn nhạc giao hưởng đều cất lên tiếng nhạc, và fortissimo, tức là âm lượng rất lớn. Còn phần trio được thể hiện bởi bộ gỗ, violin và đệm pizzicato của cello. Giai điệu của phần này là một biến tấu dựa trên chủ đề của chương 2. Sự liên kết về khuôn mẫu giai điệu và hòa âm được tạo ra giữa hai chương nhạc. 

### Chương 4:Presto[2]
Chương cuối này là một khúc galop.